# Synalpheus osburni
Synalpheus osburni is een garnalensoort uit de familie van de Alpheidae. De wetenschappelijke naam van de soort is voor het eerst geldig gepubliceerd in 1933 door Schmitt.